# لوییس موینه
لوییس موینه (انگلیسی: Louis Moinet؛ ۱۷۶۸ – ۱۸۵۳) یک ساعت‌ساز، و نقاش اهل فرانسه بود.